# Emilian Jasiński

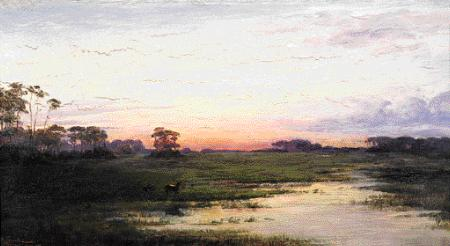
Pejzaż nadwodny o zachodzie słońca, ok. 1889

Emilian Jasiński (ur. 1865, zm. po 1905) – polski malarz scen rodzajowych i pejzażysta.
Studiował w Krakowie w Szkole Sztuk Pięknych w latach 1884–1887. Od ok. 1889 kontynuował naukę w monachijskiej Akademii u Aleksandra Wagnera. Pozostał w Niemczech na stałe, był związany z tamtejszą grupą polskich malarzy. Wystawiał w Krakowie, Lwowie i Warszawie. Malował głównie nostalgiczne pejzaże i wiejskie sceny rodzajowe. Był jednym ze współautorów Panoramy Tatr. Miejsce i data jego śmierci nie są znane, ostatnie wzmianki pochodzą z 1905 roku.